# Hrabětice
Obec Hrabětice (německy Grafendorf) se nachází na jihovýchodě okresu Znojmo při hranici s rakouskou spolkovou zemí Dolní Rakousko, poblíž železniční trati do nedalekého Hevlína. Okrajovou částí katastru obce protéká řeka Dyje. Žije zde 880 obyvatel. Uprostřed obce, která je rovinatá, se nachází obecní úřad i zdejší kostel sv. Antonína, naopak na západě katastru obce při katastrální hranicí se sousedním Šanovem se nachází místní hřbitov.

## Název
Výchozí tvar Hrabětici byl odvozen od osobního jména Hraběta (ve starší podobě Hrabata, jeho základem bylo sloveso hrabati) a znamenal "Hrabětovi lidé", označoval tedy zprvu obyvatele vsi. Pojmenování zřejmě pochází od Peška Hraběty z Damnic. Do němčiny bylo jméno převzato v podobě Grafendorf ("Hraběcí ves"), jako by základem bylo obecné Graf - "hrabě".

## Historie
První písemná zmínka o obci pochází z roku 1417. Kapli sv. Antonína Paduánského zřídil Michael Adolf hrabě z Althannu r. 1698, na farní kostel přebudována r. 1784 (farnost i pro Šanov). Na přelomu let 1974 a 1975 byla k obci připojena moderní parcela č. 6181, patřící do té doby k Dolním Rakousům. V roce 2023 bylo zbouráno staré dětské hřiště a postaveno nové.

## Současnost
V obci se každoročně v měsíci červnu pořádají tradiční Hrabětické hody.

## Demografie
| Rok sčítání lidu | Obyvatelé celkově | Národní příslušnost | Národní příslušnost | Národní příslušnost |
| Rok sčítání lidu | Obyvatelé celkově | Němci               | Češi                | jiné                |
| ---------------- | ----------------- | ------------------- | ------------------- | ------------------- |
| 1880             | 974               | 947                 | 27                  | 0                   |
| 1890             | 1163              | 1126                | 37                  | 0                   |
| 1900             | 1315              | 1294                | 13                  | 8                   |
| 1910             | 1555              | 1552                | 2                   | 1                   |
| 1921             | 1564              | 1471                | 55                  | 38                  |
| 1930             | 1605              | 1430                | 138                 | 37                  |

## Pamětihodnosti
- Kostel svatého Antonína Paduánského (Hrabětice)
- Socha Ecce Homo
- Sochy šesti kapucínů
- Hrabětická Kalvárie
- Skatepark Bistro

## Galerie

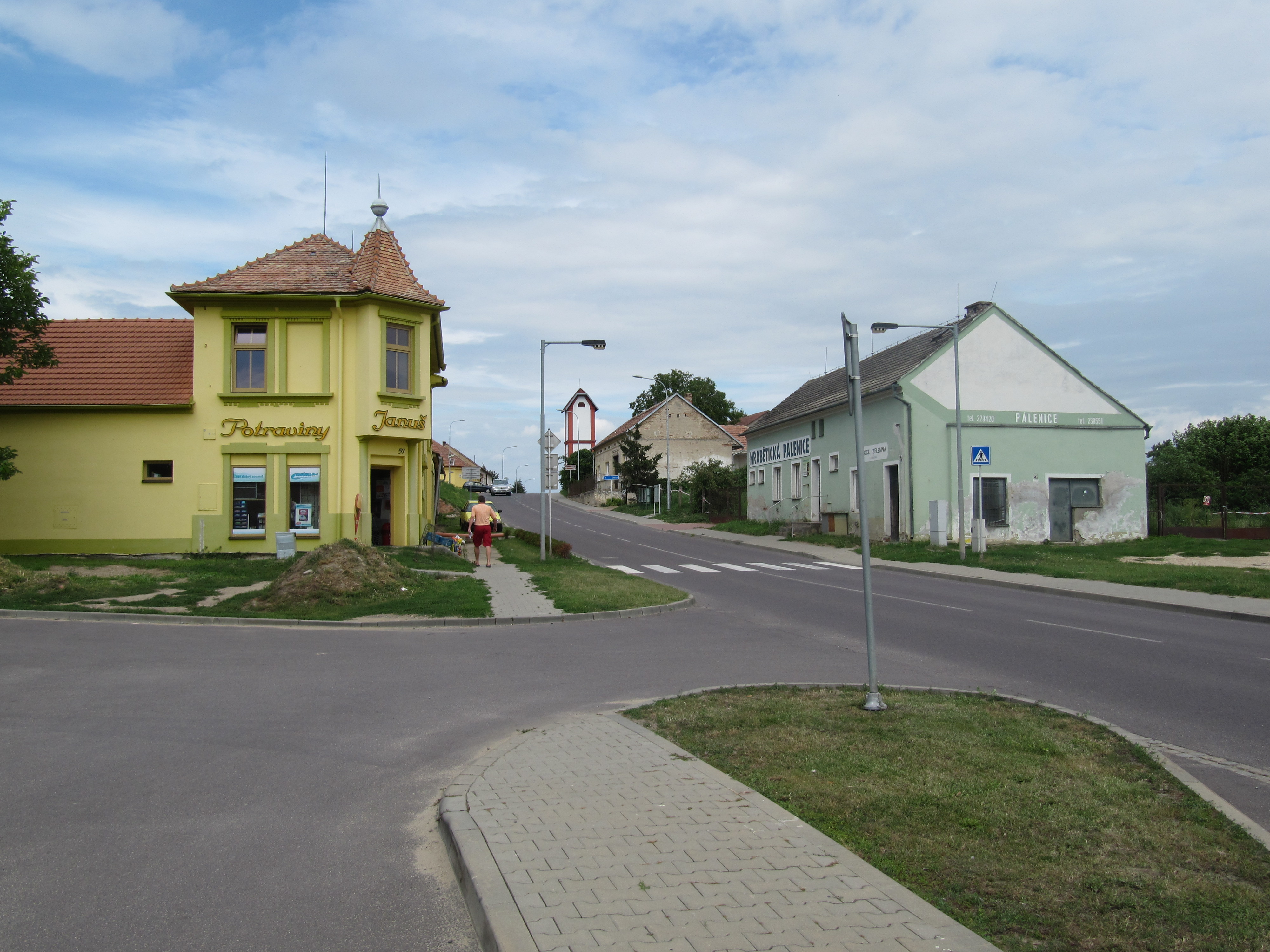
Střed obce
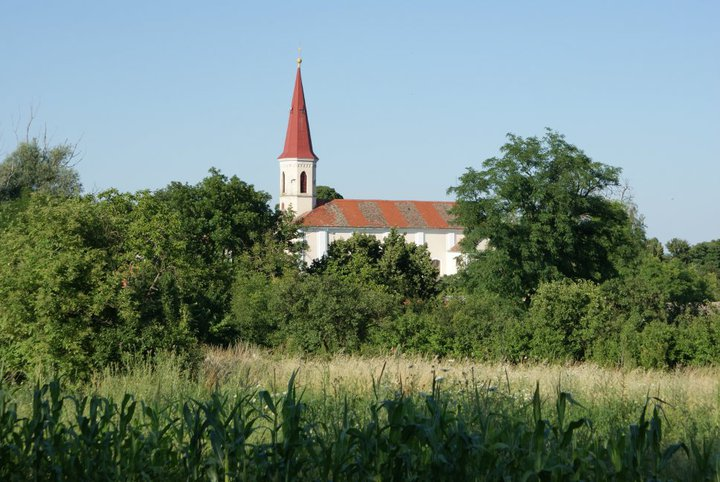
Kostel sv. Antonína Paduánského
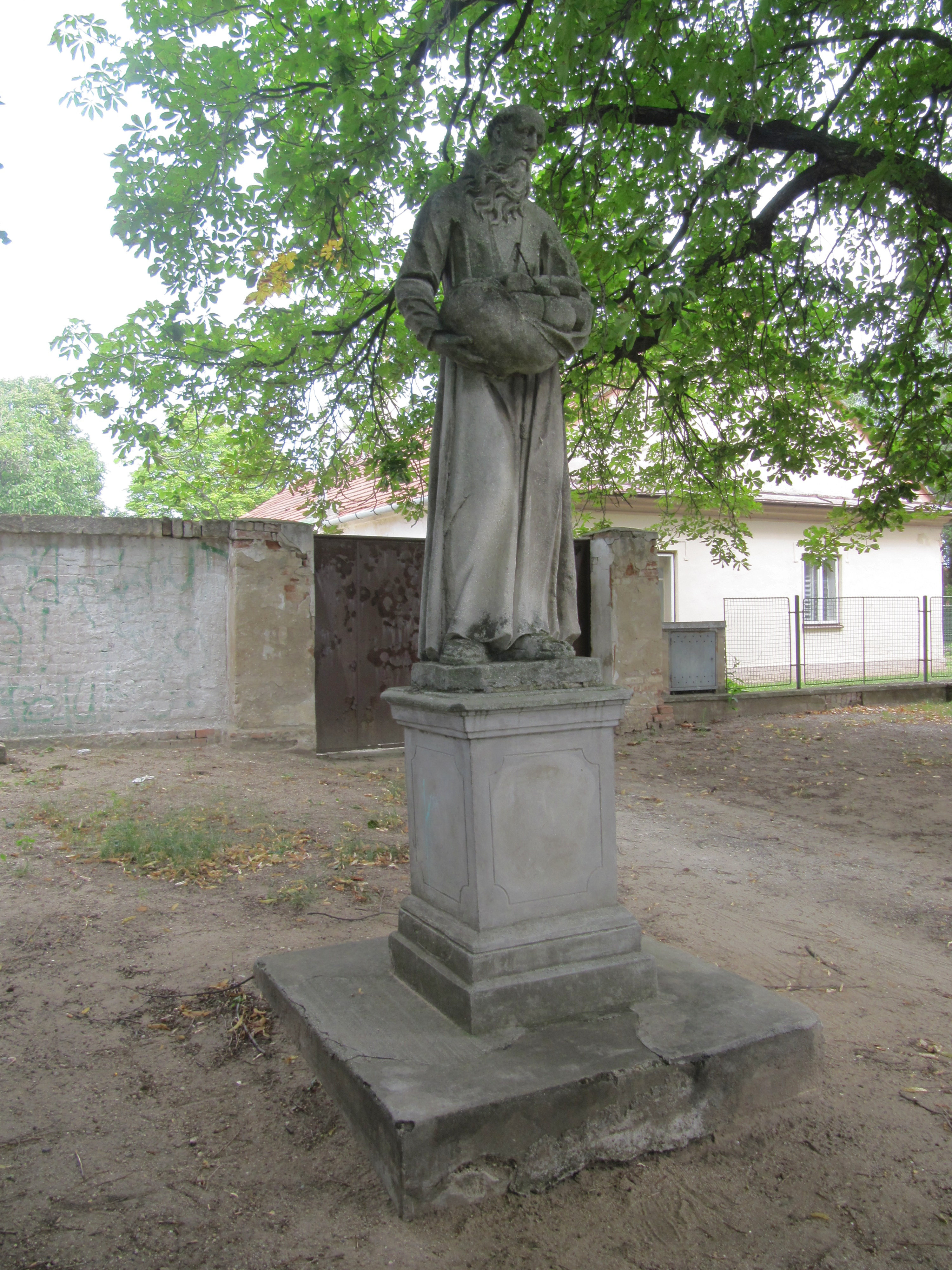
Jedna ze šesti soch kapucínů před kostelem
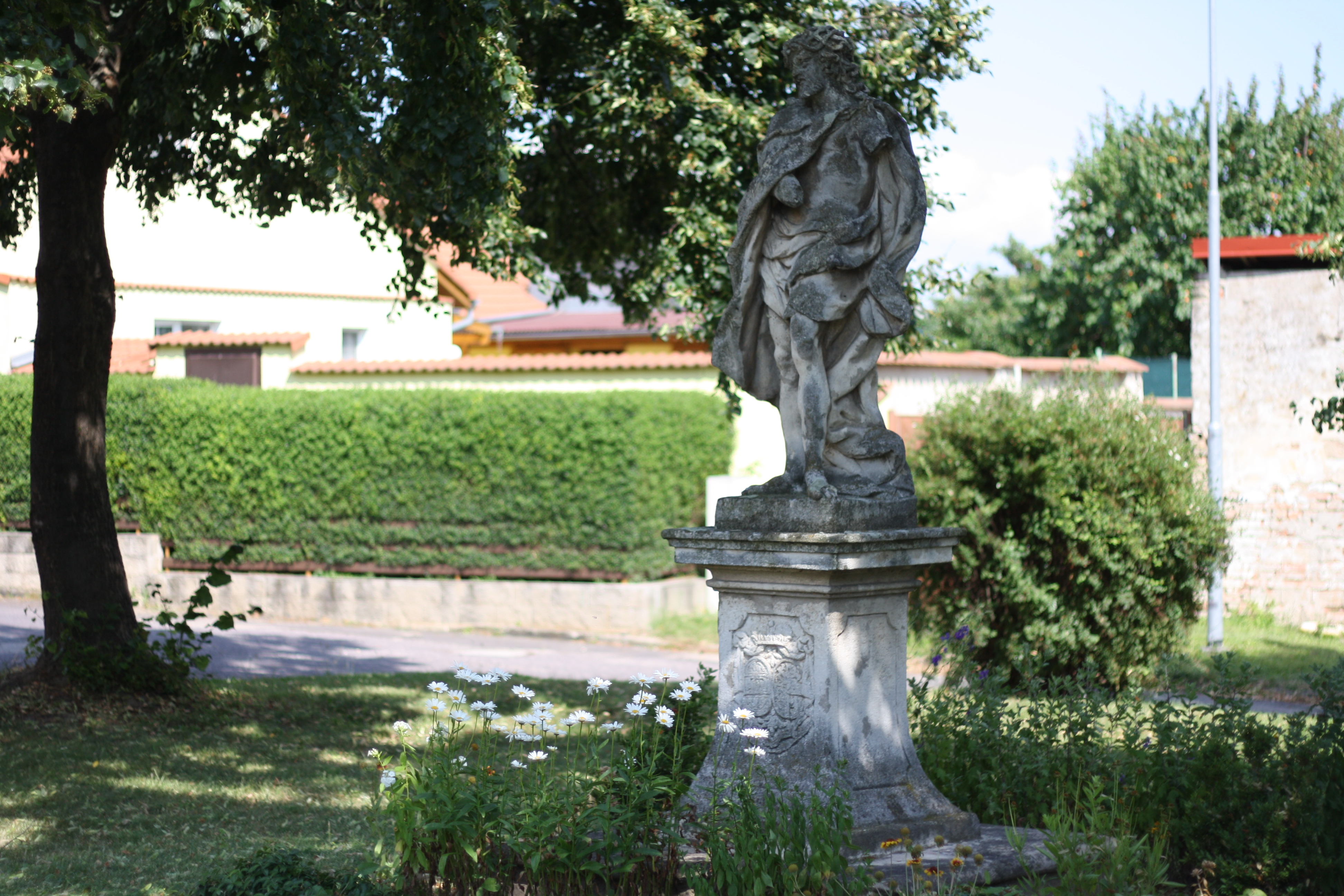
Socha Ecce Homo
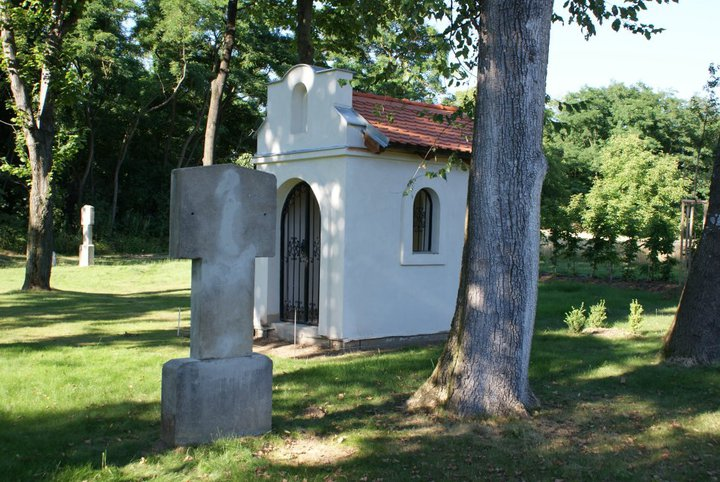
Hrabětická Kalvárie
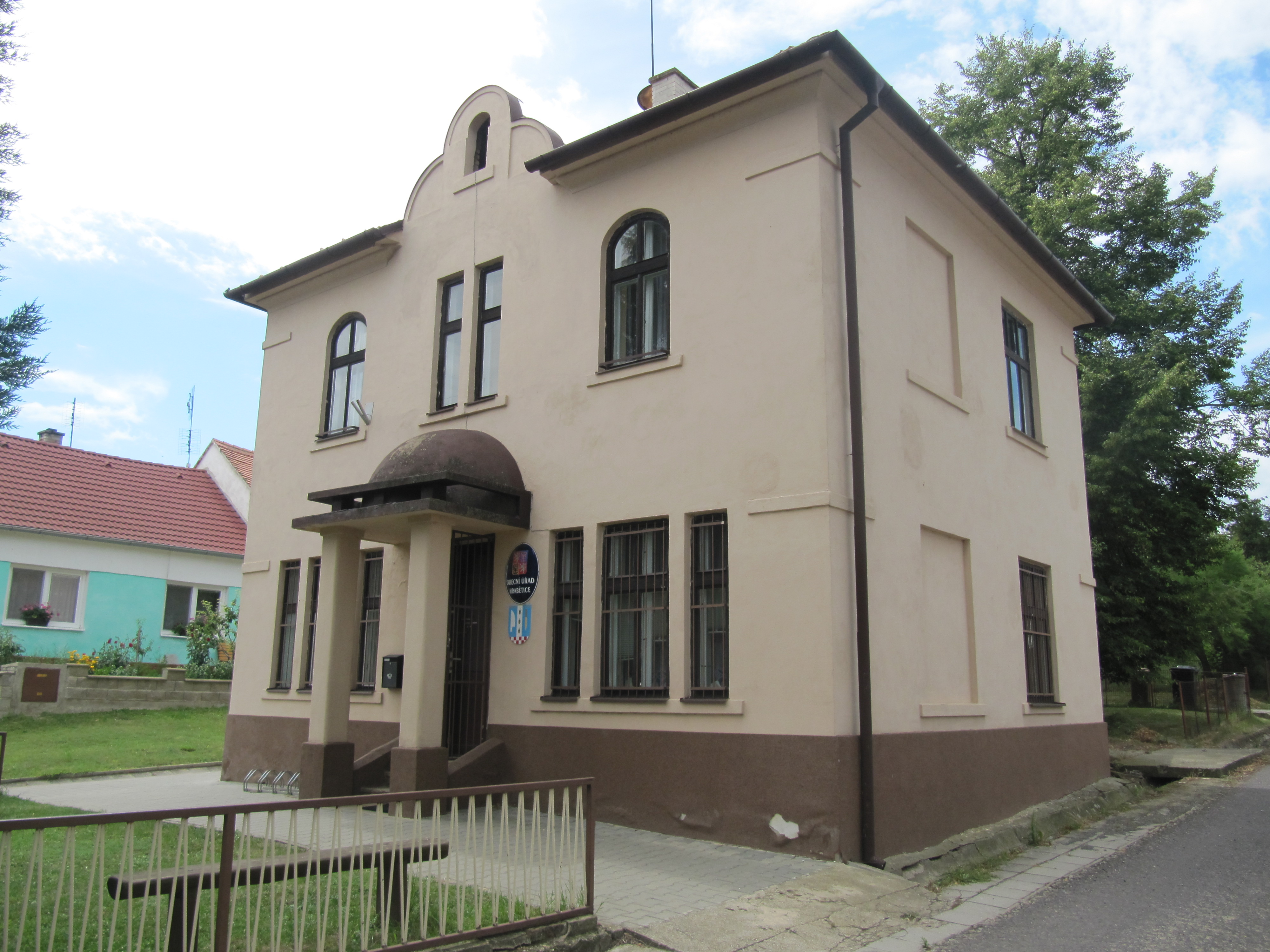
Obecní úřad